# 宮澤智
宮澤 智（みやざわ とも、1990年（平成2年）3月1日 - ）は、フジテレビのアナウンサー。

## 来歴
埼玉県入間市出身。2009年10月、第34回ホリプロタレントスカウトキャラバン横浜地区代表に選ばれる（グランプリは小島瑠璃子）。2010年3月より日本テレビ『PON!』の火曜日、金曜日のお天気担当としてレギュラー出演した。早稲田大学文化構想学部卒業後、2012年4月アナウンサーとしてフジテレビに入社した。 同期は久代萌美（2021年7月1日付でネットワーク局ネットワーク業務推進部へ異動し、2022年3月末退社後、フリー転身）、酒主義久。同年秋より、前任である平井理央の退職を受けて『すぽると!』火曜から木曜日のサブキャスターを担当。2018年4月7日、長野美郷の後任として『めざましどようび』の総合司会に就任。2019年4月1日からは『直撃LIVE グッディ!』の進行キャスターを務めた。
2019年9月8日、かねてから交際していた会社員男性と結婚した。
2020年10月5日より『プライムオンラインTODAY』（BSフジ）のメインキャスターに就任。2023年4月1日、第1子の妊娠を報告。6月14日の『ノンストップ!』を最後に産休に入る。8月3日、第1子（男児）出産をSNSを通じて報告した。

## 人物
- 富士見中学高等学校卒業。中学時代は新体操部に所属。
- 英語検定2級、漢字検定2級、日本語検定3級、普通自動車免許の資格を所持。
- 他局同期の 久冨慶子(テレビ朝日)や林みなほ(元TBS)と仲が良い。

## 担当番組
レギュラー出演番組・キャスター名
| 期間                                                                          | 期間       | 月曜日                                   | 火曜日                                   | 水曜日                                                             | 木曜日                                   | 金曜日                                   | 土曜日                               | 日曜日             |
| ----------------------------------------------------------------------------- | ---------- | ---------------------------------------- | ---------------------------------------- | ------------------------------------------------------------------ | ---------------------------------------- | ---------------------------------------- | ------------------------------------ | ------------------ |
| 2012.7                                                                        | 2012.9     | めざましテレビ イマドキガール            | （なし）                                 | （なし）                                                           | （なし）                                 | （なし）                                 | （なし）                             | （なし）           |
| 2012.10                                                                       | 2013.9     | （なし）                                 | すぽると! 総合司会                       | すぽると! 総合司会                                                 | すぽると! 総合司会                       | （なし）                                 | （なし）                             | （なし）           |
| 2013.9                                                                        | 2014.3     | （なし）                                 | すぽると! 総合司会                       | すぽると! 総合司会                                                 | すぽると! 総合司会                       | すぽると! 総合司会                       | （なし）                             | （なし）           |
| 2014.4                                                                        | 2016.3     | （なし）                                 | （なし）                                 | すぽると! 総合司会                                                 | すぽると! 総合司会                       | すぽると! 総合司会                       | すぽると! 総合司会                   | すぽると! 総合司会 |
| 2016.4                                                                        | 2017.3     | （なし）                                 | （なし）                                 | （なし）                                                           | めざましテレビアクア メーンキャスター    | めざましテレビアクア メーンキャスター    | スポーツLIFE HERO'S メーンキャスター | （なし）           |
| 2017.4                                                                        | 2018.3     | めざましテレビアクア メーンキャスター    | （なし）                                 | （なし）                                                           | めざましテレビアクア メーンキャスター    | めざましテレビアクア メーンキャスター    | スポーツLIFE HERO'S メーンキャスター | （なし）           |
| 2018.4                                                                        | 2018.9     | （なし）                                 | （なし）                                 | ノンストップ! プレゼンター                                         | （なし）                                 | （なし）                                 | めざましどようび メーンキャスター1   | （なし）           |
| 2018.10                                                                       | 2019.3     | （なし）                                 | ノンストップ! プレゼンター               | ノンストップ! プレゼンター                                         | （なし）                                 | （なし）                                 | めざましどようび メーンキャスター1   | （なし）           |
| 2019.4                                                                        | 2020.9     | 直撃LIVE グッディ! メーンキャスター2     | 直撃LIVE グッディ! メーンキャスター2     | 直撃LIVE グッディ! メーンキャスター2                               | 直撃LIVE グッディ! メーンキャスター2     | 直撃LIVE グッディ! メーンキャスター2     | （なし）                             | （なし）           |
| 2020.10                                                                       | 2021.6     | プライムオンラインTODAY メーンキャスター | プライムオンラインTODAY メーンキャスター | プライムオンラインTODAY メーンキャスター                           | プライムオンラインTODAY メーンキャスター | プライムオンラインTODAY メーンキャスター | （なし）                             | （なし）           |
| 2021.7                                                                        | 2022.9     | プライムオンラインTODAY メーンキャスター | プライムオンラインTODAY メーンキャスター | プライムオンラインTODAY メーンキャスターノンストップ! プレゼンター | プライムオンラインTODAY メーンキャスター | プライムオンラインTODAY メーンキャスター | （なし）                             | （なし）           |
| 2022.10                                                                       | 2023.3     | プライムオンラインTODAY メーンキャスター | プライムオンラインTODAY メーンキャスター | プライムオンラインTODAY メーンキャスターノンストップ! プレゼンター | プライムオンラインTODAY メーンキャスター | （なし）                                 | （なし）                             | （なし）           |
| 2023.4                                                                        | 2023.6.143 | （なし）                                 | （なし）                                 | ノンストップ! プレゼンター                                         | （なし）                                 | （なし）                                 | （なし）                             | （なし）           |
| 2023.6.15                                                                     | 2025.3     | （なし）                                 | （なし）                                 | （なし）                                                           | （なし）                                 | （なし）                                 | （なし）                             | （なし）           |
| 2025.4                                                                        | 現在       | （なし）                                 | サン!シャイン 情報プレゼンター           | サン!シャイン 情報プレゼンター                                     | （なし）                                 | （なし）                                 | （なし）                             | （なし）           |
| 備考 - 1長野美郷の後任 - 2三田友梨佳の後任 - 3第1子妊娠のため、産休に入った。 |            |                                          |                                          |                                                                    |                                          |                                          |                                      |                    |

### その他
- ネプリーグ（2012年10月1日） - 早稲田大学チームの一員として出演
- COLLEGE×SPORT GREEN GENERATION（2012年11月17日、2013年2月2日 - 月1回放送） - MC
- 国際千葉駅伝（2012年11月23日・2013年11月23日） - 進行アシスタント・優勝チームインタビュアー
- 第46回爆笑ヒットパレード2013（2013年1月1日） - 進行
- チャギントン サンデー（ナビゲーター　2013年1月6日 - 2016年1月31日）
- 日本大相撲トーナメント 第37回大会（2013年2月10日） - 花道リポート
- 久保ミツロウ・能町みね子のオールナイトニッポン0（ZERO）（2013年2月19日、ニッポン放送）
- ほこ×たて（2013年10月20日） - 進行[注 1]
- 森田一義アワー 笑っていいとも!（2013年11月1日） - 「クイズ!たくさんいれば答えられるかな?」フジテレビアナウンサーチームの一員としてゲスト出演
- 大阪国際女子マラソン（2016年1月31日） - 進行
- BSフジNEWS（2012年7月 - 2013年9月） - 日・月曜担当
- ふくしまてくてく（2013年4月6日 - 2016年3月26日） - ナレーション
- その原因、Xにあり!（2016年10月28日 - 2017年9月） - アシスタント
- 公開直前!「ドラゴンボール超 ブロリー」超研究（2018年12月13日） - ナレーション
- 日曜報道 THE PRIME（2022年8月7日・14日） - 梅津弥英子夏季休暇時の代行
- プライムオンラインTODAY（BSフジ）
  - 2022年10月21日 - 遠藤玲子休暇時の代行
  - 2023年3月24日 - 内田嶺衣奈不在時の代行
- 国分太一の気ままにさんぽ（2022年4月1日 - 2023年3月31日） - ナレーター
- ぽかぽか（ナレーター）
- Tune（MC、2017年10月13日 - 2019年3月22日、2023年1月）

## タレント時代の活動

### 出演番組
- PON!（日本テレビ、2010年3月30日 - 2011年3月29日） - 火曜日、金曜日のお天気、曜日コーナー担当
  - レギュラー出演直前の『おもいッきりPON!』（2010年3月26日）にも出演
- ぐるぐるナインティナイン「起こすな駅伝」副審（日本テレビ、2010年8月5日）
- ビーバップ!ハイヒール（朝日放送テレビ、2010年8月5日・9月23日）

### DVD
- 『あおぞら』2011年4月27日発売